# Chronologie de Liège
Pour un article plus général, voir Histoire de la ville de Liège.
Présentation chronologique, par date, d'événements historiques de la ville de Liège en Belgique.

## Préhistoire
- Paléolithique - Premières traces d'occupation du site par l'homme.

## Antiquité
- Vers 100 - Construction d'une grande villa gallo-romaine à l'emplacement de l'actuelle place Saint-Lambert (Archéoforum).

## Moyen Âge

### Haut Moyen Âge
- Seconde moitié du VIe siècle - Saint-Monulphe, évêque de Maastricht, trouve l'endroit à son goût et y fait construire un petit oratoire.
- Vers 705 - Assassinat de Saint-Lambert, évêque de Maastricht sur le site de cet oratoire.
- 721 - Transfert du siège du diocèse de Maastricht à Liège[1].
- 785 - Le premier pont sur la Meuse aurait été construit en bois par Ogier de Danemarche.
- 820 - Les Normands ravagent pour la première fois la région.
- 841 - Construction du Souverain-Pont, aussi probablement en bois.
- 881 - Incendié par les Normands, le bourg ouvert de Liège est également le théâtre de dévastations par les Hongrois.
- 965 - Fondation de l'église de Saint-Martin[2].
- 972 - Notger devient évêque de Liège.
- 980 - L'empereur Otton II confirme les droits et les possessions de l'évêque de Liège en 980. Il lui accorde la souveraineté sur Tongres, une partie de Huy, Fosses et Malines. Le prince-évêque obtient aussi un privilège d'immunité générale, sous la protection de l'empereur. Un véritable État liégeois est né[3].
- 985 - Naissance de la Principauté de Liège. Le 7 juillet 985, Théophano, mère d'Otton III, concède à Notger le Comté de Huy. Il s'étendait de part et d'autre de la Meuse et comprenait la Hesbaye, le Condroz, et la Famenne. C'est la première fois qu'un comté entier est donné à un évêque. L'évêque devient comte et prince d'Empire. Liège devient donc une principauté ecclésiastique dirigée par un prince-évêque : la Principauté de Liège est née.
- 987 - Fondation de l'église de Saint-Denis[2].

### XIesiècle
- 1010 - Fondation de l'église de Saint-Barthélemy.
- 1015 - Fondation de l'abbaye Saint-Jacques[2].
- 1034 - Construction du premier pont des Arches sous Réginard.
- 1050 - Consécration de la cathédrale Saint-Lambert[2].

### XIIesiècle
- 1124 - Début de la construction de l'église Saint-Gilles.

### XIIIesiècle
- 1232 - Début de la construction de la cathédrale Saint-Paul[2].
- 1255 - Construction de la citadelle de Liège.

### XIVesiècle
- 1312 - Måle Saint-Martin
- 1313 - Paix d'Angleur
- 1316 - Signature de la Paix de Fexhe qui introduit un esprit démocratique dans l'administration de la principauté de Liège et de sa capitale, Liège. Elle est la reconnaissance formelle et légale du partage du gouvernement entre le prince et le pays[3].
- 1319 - Fondation de l'hospice Saint-Julien en Outremeuse.
- 1325 - Troubles Guilde[3].
- 1330 - Paix de Saint-Nicolas en Glain

### XVesiècle
- 1408 - Bataille d'Othée (23 septembre)[3].
- 1446 - Inauguration du deuxième pont des Arches.
- 1465 - Première Guerre de Liège : Bataille de Montenaken.
- 1467 - Deuxième Guerre de Liège : Bataille de Brustem.
- 1468 - Troisième Guerre de Liège : Épisode des Six cents Franchimontois, saccage de la ville par les forces de Charles le Téméraire[2] et transfert du Perron à Bruges.
- 1478 - Retour du Perron.

## Époque moderne

### XVIesiècle

Liège au XVIe siècle

- 1506 - Érard de La Marck devient prince-évêque de Liège[2].
- 1526 - Début de la construction du palais des princes-évêques.
- 1546 - Construction de la halle aux viandes.
- 1561 - Début du marché de la Batte.
- 1594
  - Création de la Foire de Liège.
  - Construction de la maison Havart sur le quai de la Goffe.

### XVIIesiècle
- 1610 - Construction du palais Curtius sur le quai de Maestricht.
- 1614 - Fondation du béguinage Saint-Esprit.
- 1616 - Fondation du collège des jésuites anglais.
- 1623 - Construction du béguinage Saint-Christophe.
- 1637 - L'assassinat de Sébastien La Ruelle suscite des émeutes anti-espagnoles.
- 1657 - Inauguration du troisième pont des Arches dit La Dardanelle.
- 1691 - Liège est bombardée et en partie détruite par les troupes françaises sous le commandement du  maréchal Louis François de Boufflers.

### XVIIIesiècle
- 1714 - Construction de l'actuel hôtel de ville de Liège sur la place du Marché.
- 1747 - Fondation de la banque Nagelmackers[4].
- 1772
  - Mgr Velbrück est désigné prince-évêque de Liège, il encourage les arts et les idées nouvelles jusqu'à sa mort en 1784.
  - Consécration de l'église Saint-André.
- 1775 - Fondation de l'académie des beaux-arts.
- 1779 - Fondation de la société littéraire et de la société libre d'émulation.
- 1784 - Mgr Hoensbroeck remplace Velbrück sur le trône épiscopal, il est beaucoup plus autoritaire et réactionnaire que son prédécesseur.
- 1789 -  Révolution liégeoise : la révolution éclate à Paris, puis à Liège. Mgr Hoensbroeck fuit en Allemagne et la République liégeoise est proclamée.
- 1791 - première restauration : l'armée autrichienne replace Hoensbroeck sur le trône épiscopal. La plupart des patriotes liégeois s'exilent à Paris.
- 1792 - Mgr Hoensbroeck meurt et est remplacé par François-Antoine-Marie de Méan qui doit fuir précipitamment à la suite de la bataille de Jemappes, qui permet aux troupes françaises de Dumouriez de prendre le contrôle de la principauté et des Pays-Bas autrichiens.
- 1793 - les citoyens liégeois plébiscitent la réunion de la principauté à la France. Mais à la bataille de Neerwinden, les Autrichiens défont les troupes françaises et restaurent, pour une seconde fois, le prince-évêque à Liège.
- 1794
  - bataille de Fleurus et bataille de Sprimont, les Français reprennent la principauté.
  - Début de la destruction de la cathédrale Saint-Lambert[5].
- 1795 - Incorporation de la principauté à la France est entérinée par la Convention nationale[2].
- 1796
  - Rattachement de Liège à la France[6].
  - Fondation des Archives de l'État à Liège.

### XIXesiècle
- 1812 - Accident minier, 74 personnes piégées dans une mine inondée[7].
- 1814 - Liège intègre les Pays-Bas[6].
- 1815 - Comblement du biez du Moulin Saint-Jean (actuelle rue de l'Université).
- 1817
  - Fondation de l'Université de Liège.
  - Cockerill s'installe à Seraing[8].* 1817
  - Fondation de l'Université de Liège.
  - Cockerill s'installe à Seraing[8].
- 1820 - Ouverture du théâtre Royal.
- 1823
  - Construction du fort de la Chartreuse construit à Amercœur.
  - Comblement du biez Saint-Denis (actuelle rue de la Régence).
- 1826 - Fondation du Conservatoire royal de Liège.
- 1830 - Liège est intégré dans le nouvel état belge[6].
- 1835
  - Les Ateliers de construction de La Meuse s'installent à Liège.
  - Fondation de la Banque Liégeoise[4].
  - Comblement du canal d'Avroy.Comblement du canal d'Avroy.
- 1840 - Publication du nouveau journal la Gazette de Liège[9],[10].
- 1842 - Construction de la première gare des Guillemins
- 1844 - Comblement du canal de la Sauvenière.
- 1848 - Aménagement de l'avenue Blonden.
- 1850
  - Fondation de l'Institut archéologique liégeois.
  - Inauguration de la prison Saint-Léonard.
- 1853 - Établissement du parc de la Boverie à la suite des rectifications du cours de la Meuse.
- 1853-1863 - Creusement de la Dérivation.
- 1856
  - Fondation de la Société liégeoise de littérature wallonne[11].
  - Création du journal La Meuse.
- 1862 - Ouverture de la Bibliothèque populaire communale du Centre[12].
- 1863 - Population : 108 710[13].
- 1864 - Ouverture de la gare de Liège-Guillemins (seconde construction)
- 1868 - Inauguration de la statue équestre de Charlemagne[14].
- 1871 - Le tramway hippomobile commence à fonctionner.
- 1872 - Comblement du biez Saucy (actuel boulevard Saucy).
- 1876 - Comblement du biez du Barbou (actuel boulevard de la Constitution).
- 1877 - Ouverture de la ligne de chemin de fer 34 Hasselt-Liège
- 1880
  - Construction de la Montagne de Bueren (escalier) à Pierreuse.
  - Création du parc d'Avroy.
- 1886 - Révoltes sociales et grèves ouvrières insurrectionnelles (début le 18 mars place St Lambert).
- 1887 - Ouverture de la salle philharmonique sur le boulevard Piercot.
- 1888 - Construction des fortifications de la région[5].
- 1889 - Publication du magazine littéraire La Revue blanche.
- 1892 - Début de la course cycliste Liège-Bastogne-Liège.
- 1893 - Inauguration du tramway électrique.
- 1898 - Création du club de football du Standard de Liège.

### XXesiècle
- 1904 - Construction du pont de Fragnée.
- 1905
  - avril : Ouverture de l'exposition universelle.
  - Construction d'un nouveau bâtiment pour la gare de Liège-Palais et de la passerelle Mativa.
- 1909 - Ouverture du stade de Sclessin.
- 1911
  - Établissement de la Banque centrale à Liège[4].
  - Ouverture du cinéma Palace Liège.
- 1914 - Bataille de Liège[15].
- 1919
  - Publication du roman Au Pont des Arches de Georges Simenon[16]
  - Population: 166 697[17].
- 1920 - Création du journal La Wallonie.
- 1922 - Ouverture du Forum.
- 1926 - Dernière grande inondation.
- 1928 - Construction du Mémorial Interallié.
- 1930
  - Ouverture de l'Exposition internationale
  - Ouverture de l'aéroport de Liège et du Pont-barrage de Monsin.
- 1937 - Fondation du Port autonome de Liège.
- 1938 - Inauguration des nouveaux bâtiments du Lycée Léonie de Waha.
- 1939
  - Exposition internationale de la technique de l'eau
  - Ouverture du canal Albert (Anvers-Liège).
- 1940 - Occupation allemande de la Belgique pendant la Seconde Guerre mondiale.
- 1942 - Inauguration des Bains de la Sauvenière.
- 1944 - Fin de l'occupation allemande.
- 1946 - Liége devient Liège.
- 1950 - Question royale (crise politique)[18].
- 1952 - Fondation du cabinet des estampes et des dessins de Liège.
- 1957 - Reconstruction pont Albert Ier.
- 1958 - Ouverture de la gare de Liège-Guillemins (troisième construction)
- 1960
  - Début de la grève générale de l'hiver 1960-1961.
  - Fondation de l'orchestre philharmonique.
- 1962 - Fondation de l'Aquarium-Muséum.
- 1967
  - Construction de la cité administrative.
  - Fin du tramway électrique.
- 1976 - Fondation du Centre culturel Les Chiroux.
- 1977
  - Fusion de communes : Angleur, Bressoux, Chênée, Grivegnée, Jupille, Rocourt et Wandre deviennent des sections de Liège.
  - Fondation du RTC-Télé Liège.
- 1980
  - Ouverture du musée d'Art Moderne et d'Art Contemporain.
  - Fondation de la Maison de la science.
- 1981 - Ouverture du cinéma Opéra dans la galerie Opéra[19].
- 1985
  - Lawsuit Gravier v City of Liège decided.
  - Fondation du Musée des transports en commun.
  - Attentat du 6 décembre 1985
- 1986 - Création du village de Noël.
- 1991
  - 18 juillet : Meurtre du politicien André Cools à Cointe.
  - Ouverture de La Zone.
- 1992 - Ouverture de la maison de la métallurgie et de l'industrie[20].
- 1993
  - La Batte remodelled.
  - Ouverture du cinéma Le Churchill.
- 1995
  - Ouverture de Belle-Île.
  - Création du village gaulois et venue du Tour de France.
- 1996 - Ouverture de l'espace culturel Soundstation.
- 1999 - Willy Demeyer devient bourgmestre.

### XXIesiècle
- 2000 - Ouverture du pont du Pays de Liège et du tunnel de Cointe.
- 2004 - Ouverture des Galeries St-Lambert.
- 2006 - Première édition du festival de musique Les Ardentes.
- 2007
  - Première édition du Festival international du film policier de Liège.
  - Regroupement des Hautes écoles provinciales en une Haute École de la Province de Liège.
- 2008 - Ouverture du cinéma Sauvenière.
- 2009
  - Inauguration de la nouvelle gare de Liège-Guillemins.
  - Ouverture de la Médiacité.
- 2010 - Explosion de gaz de la rue Léopold.
- 2011 - Tuerie de Liège sur la place Saint-Lambert.
- 2012 - Départ du Tour de France 2012.
- 2013 - Population : 195 576.
- 2014
  - Inauguration de la Tour Paradis.
  - Inauguration de la Cité Miroir.
- 2016
  - Inaugurations de la passerelle La Belle Liégeoise et du musée La Boverie.
  - Création de la Navette Fluviale.
- 2018 - Assassinat terroriste de la rue des Augustins.
- 2019 - Retour de l'arrivée de Liège-Bastogne-Liège à Liège.